# Сін Хьон Хвак
Сін Хьон Хвак (кор. 신현확, 申鉉碻, Sin Hyeonhwak, Sin Hyŏnhwak; 29 жовтня 1920 — 26 квітня 2007) — корейський бізнесмен і політик, тринадцятий прем'єр-міністр Республіки Корея.

## Біографія
1943 року закінчив Імператорський університет Кейо. Після випуску працював у міністерстві торгівлі. Від 1959 до 1960 року очолював міністерство з питань повоєнного відновлення, вийшов у відставку після звинувачень у фальсифікації виборів.
1968 року був керівником однієї з компаній корпорації SsangYong, а наступного року став президентом корпорації.
1973 року був обраний до парламенту від Демократичної республіканської партії. Від 1975 до 1978 року займав пост міністра охорони здоров'я та соціального забезпечення. 1978 року отримав портфель заступника прем'єр-міністра та міністра економічного планування. Наступного року очолив Уряд Республіки Корея.
Після приходу до влади генерала Чон Ду Хвана пішов з державної служби в приватний бізнес Від 1986 до 1991 року був головою ради директорів найбільшого південнокорейського концерну Samsung C & T Corporation.